# Genre poissard
Das Genre poissard (franz. etwa frecher, pöbelhafter Stil) ist ein der préciosité entgegengesetztes modernes Stilphänomen, das etwa zwischen 1730 und 1780 in mehreren Gattungen, insbesondere in Parodien, Vaudevilles, Liedern und Einaktern auftaucht.
Für den Stil kennzeichnend ist die Sprache der untersten Pariser Gesellschaftsschicht mit typischen morphologischen und phonetischen Abweichungen von der gegen 1740 kodifizierten Norm. In einer eigenartigen Mischung von Realismus und Spott werden in den präferierten Streitszenen derbe Ausdrücke von der Straße übernommen (poissard: ursprünglich Dieb, dann Verkäufer in der Pariser Markthallen). Es entsteht eine damals noch verpönte Mischung von etablierten Gattungen (vgl. den Untertitel von Vadés La Pipe cassée: poème épitragipoissardihéroicomique). 
Als Schöpfer dieses Stils gilt Jean-Joseph Vadé (1719–1757); seine komische Oper Les Racoleurs (1756) wurde oft nachgeahmt. Noch Beaumarchais schrieb einen Einakter im Genre poissard: Les Députés de la Halle et du Gros-Caillou. Weitere Repräsentanten sind Dancourt, Dufreny und besonders  Anne-Claude-Philippe, Comte de Caylus mit seiner Histoire de Guillaume cocher (1748). Ihre Werke delektierten nicht nur das einfache Publikum, sondern auch aristokratische Damen. Das Théâtre des Variétés-Amusantes, das 1778 auf dem Jahrmarkt St. Laurent eröffnet und später auf dem Boulevard du Temple weitergeführt wurde, widmete sich vornehmlich dem Genre poissard.
Eine Parallelerscheinung im 19. Jahrhundert ist die Übernahme der Sprache der Pariser Unterschicht, insbesondere der Versuch einer phonetischen Umschreibung des schleppenden Tonfalls (l'accent faubourien), wie im naturalistischen Roman, in der Lyrik von Jean Richepin (1849–1926) oder von Jehan-Rictus (1867–1933). Ferner wurde dies im Boulevardtheater eingesetzt, als Zeichen von Authentizität, aber auch zu komischen Zwecken. Das Napoleonische Theaterdekret 1807 wies das Genre poissard dem Théâtre des Variétés zu. Noch Jacques Offenbachs 1858 uraufgeführte Operette Mesdames de la Halle ist ein Reflex des Genre poissard.